# Cojín de aire
Cojín de aire o colchón de aire es el nombre dado a una técnica de sustentación utilizada en vehículos y en la levitación de cargas, con el objetivo es que no tengan contacto con el suelo o con ninguna otra superficie, para esto se utiliza la impulsión vertical constante de aire a presión bajo el objeto en cuestión, tal aire se mantiene a suficiente presión mediante un faldón que puede ser rígido o flexible. Aunque la idea ya fue propuesta por el filósofo sueco Emanuel Swedenborg en el siglo XVIII en esa época era impracticable ya que se carecía de fuentes de potencia o de motores como para lograr tal suspensión aérea.
A fines del siglo XIX el francés Louis Dominique Girard por una parte, y el inglés John Thornycroft por la otra, ensayaron con relativo éxito el uso de cojines de aire aunque sin llegar a resultados prácticos. Redescubierto el sistema por el también francés Jean Bertin éste lo patentó el 17 de enero de 1961.
La idea de los cojines de aire fue propuesta en un principio para automóviles «futuristas» sin ruedas, aunque su aplicación se concretó en los aerotrenes y, especialmente, su aplicación resulta muy exitosa en los aerodeslizadores.